# كلوجر (لغة برمجة)
كلوچر هي لهجة حديثة من ليسب لغة برمجة. وهي لغة عامة الهدف تدعم التطور التفاعلي الذي يُشجع أسلوب برمجة وظيفية ويُبسّط برمجة خيط (حاسوب)
تعمل لغة كلوچر علي آلة جافا الافتراضية ووقت تشغيل اللغة المشترك. ومثل لغات ليسب فإن لغة كلوچر تعتبر الشفيرات كبيانات ولها نظام ماكرو معقد.

## الفلسفة
وضع (ريتش هيكي) لغة كلوچر لأنه أراد لغة ليسب حديثة للـ برمجة وظيفية تتوافق مع جافا (منصة برمجية) وتم تصميمها لتحقيق التزامن.
يتسم أسلوب لغة كلوچر في تحقيق التزامن بمفهوم الهويات, الذي يُمثل سلسلة من الحالات الثابتة مع مرور الوقت. وبما أن الحالات قيم ثابتة لا تتغير فيمكن أن يعمل عليها أي عدد من العاملين في نفس الوقت ويُصبح التزامن مسألة إدارة التغيرات من حالة إلي أخرى. لهذا الغرض تتيح لغة كلوچر العديد من أنواع المراجع المتغيرة لكل منها معاني محددة جيدا للانتقال بين الحالات.

## البنية
مثل غيرها من لغات ليسب فإن بنية اللغة كلوچر قائمة علي اللغات الرمزية S-expressions التي يتم تحليلها أولا إلي هياكل بيانات بواسطة قارئ قبل تجميعها. يدعم قارئ لغة كلوچر البنية النصية للخرائط والمجموعات والمتجهات بالإضافة إلي القوائم. ثم يتم إعطاء كل ذلك إلي المُجمع كما هي. بمعني آخر لا يقوم جامع لغة كلوچر بجمع هياكل البيانات فقط ولكنه يدعم كل الأنواع المذكورة مباشرة. لغة كلوچر هي لغة ليسب-1 وليس المقصود منها أن تتوافق من ناحية الشفرة مع لهجات ليسب الأخرى.

## الماكرو
ماكرو لغة كلوچر يشبه كثيرا الماكرو الخاص بلغة ليسب العادية ماعدا أن في لغة كلوچر فإن الفاصلة العليا المائلة (التي تسمي الفاصلة البنائية تصف الرموز بحيزها الاسمي. يساعد ذلك علي منع إتخاذ الأسماء غير المقصودة كارتباط بالأسماء المؤهل حيزها الاسمي. من الممكن إجبار حصر بيانات امتداد الماكرو ولكن يجب أن يتم ذلك بوضوح. كما أن لغة كلوچر لا تسمح بإعادة ارتباط الأسماء العالمية في حيز اسمي آخر تم استيراد بياناته إلي الحيز الاسمي الحالي.

## السمات اللغوية
- لغة تجميع ينتج عنها شفرة ثمانية لـ آلة جافا الافتراضية
  - تكامل وثيق مع جافا (لغة برمجة): من خلال جمعها في آلة جافا الافتراضية وشفرة ثمانية، يمكن ربط تطبيقات لغة كلوچر بسهولة واستخدامها في آلة جافا الافتراضية وخوادم التطبيقات بدون إضافة تعقيد. كما تقدم اللغة وحدات ماكرو تجعل من السهل استخدام واجهة برمجة تطبيقات الجافا الموجودة. جميع هياكل بيانات لغة كلوچرتطبق واجهات جافا موحدة مما يجعل من السهل تشغيل شفرة تم تنفيذها في لغة كلوچر من جافا.
- تطوير تفاعلي لحلقة قراءة ـ تقييم ـ طباعة.
- الدوال كائنات من الفئة الأولي.
- التأكيد علي الاستدعاء الذاتي والدوال عالية الرتبة بدلا من التكرار القائم علي الأثر الجانبي.
- التتابعات الكسولة
- تتيح مجموعة غنية من هياكل البيانات الثابتة اللامتغيرة.
- البرمجة المتزامنة من خلال ذاكرة أعمال البرمجيات وهو نظام مساعد ونظام متغير تفاعلي.
- طرق متعددة للسماح بالإرسال التفاعلي علي أنواع وقيم أي مجموعة من المتغيرات (تقنية تعدد الوجهيات المعتادة التي ترسل نوع المتغير من الطريقة الأولي)

## أمثلة
برنامج_أهلا_بالعالم:
```
 
(
println
 
"Hello, world!"
)

```

مولد خيط آمن من أعداد متسلسلة فريدة:
```
 
(
javax.swing.JOptionPane/showMessageDialog
 
nil
 
"Hello World"
)

```

فئة فرعية مجهولة من كاتي جافا آى أو والتي لا تكتب علي أي شيء والماكرو يستخدم ذلك لإسكات كافة المطبوعات بداخله:
```
 
(
let
 
[i
 
(
atom
 
0
)
]

  
(
defn
 
generate-unique-id

    
"Returns a distinct numeric ID for each call."

    
[]

    
(
swap!
 
i
 
inc
)))

```

فئة فرعية مجهولة من java.io.Writer that والتي لا تكتب علي أي شيء والماكرو يستخدم ذلك لإسكات كافة المطبوعات بداخله:
```
 
(
def
 
bit-bucket-writer

  
(
proxy
 
[java.io.Writer]
 
[]

    
(
write
 
[buf]
 
nil
)

    
(
close
 
[]
    
nil
)

    
(
flush
 
[]
    
nil
)))

 
(
defmacro
 
noprint

  
"Evaluates the given expressions with all printing to *out* silenced."

  
[&
 
forms]

  
`
(
binding
 
[*out*
 
bit-bucket-writer]

     
~@forms
))

 
(
noprint

 
(
println
 
"Hello, nobody!"
))

```

10 خيوط تستخدم هيكل بيانات مشترك واحد يتكون من 100 متجه يحتوي كل منها عي 10 أعداد فريدة (متتابعة أولياً). يتكرر اختيار كل خيط لموضعين عشوائيين في متجهين عشوائيين ويقوم بتبديلهما. كافة التغييرات علي المتجهات تحدث في التعاملات عن طريق الاستفادة من نظام ذاكرة أعمال البرمجيات الخصة بلغة كلوچر، ولهذا السبب فإنه حتي بعد 100.000 تكرار لكل خيط، لا يضيع أي حرف.
```
 
(
defn
 
run
 
[nvecs
 
nitems
 
nthreads
 
niters]

  
(
let
 
[vec-refs
 
(
vec
 
(
map
 
(
comp
 
ref
 
vec
)

                           
(
partition
 
nitems
 
(
range
 
(
*
 
nvecs
 
nitems
)))))

        
swap
 
#(
let
 
[v1
 
(
rand-int
 
nvecs
)

                    
v2
 
(
rand-int
 
nvecs
)

                    
i1
 
(
rand-int
 
nitems
)

                    
i2
 
(
rand-int
 
nitems
)
]

                
(
dosync

                 
(
let
 
[temp
 
(
nth
 
@
(
vec-refs
 
v1
)
 
i1
)
]

                   
(
alter
 
(
vec-refs
 
v1
)
 
assoc
 
i1
 
(
nth
 
@
(
vec-refs
 
v2
)
 
i2
))

                   
(
alter
 
(
vec-refs
 
v2
)
 
assoc
 
i2
 
temp
))))

        
report
 
#(
do

                 
(
prn
 
(
map
 
deref
 
vec-refs
))

                 
(
println
 
"Distinct:"

                          
(
count
 
(
distinct
 
(
apply
 
concat
 
(
map
 
deref
 
vec-refs
))))))
]

    
(
report
)

    
(
dorun
 
(
apply
 
pcalls
 
(
repeat
 
nthreads
 
#(
dotimes
 
[_
 
niters]
 
(
swap
)))))

    
(
report
)))

 
(
run
 
100
 
10
 
10
 
100000
)

```

مخرجات المثال السابق:
```
 
(
[0
 
1
 
2
 
3
 
4
 
5
 
6
 
7
 
8
 
9]
 
[10
 
11
 
12
 
13
 
14
 
15
 
16
 
17
 
18
 
19]...

 
[990
 
991
 
992
 
993
 
994
 
995
 
996
 
997
 
998
 
999]
)

Distinct:
 
1000

  
(
[382
 
318
 
466
 
963
 
619
 
22
 
21
 
273
 
45
 
596]
 
[808
 
639
 
804
 
471
 
394
 
904
 
952
 
75
 
289
 
778]...

 
[484
 
216
 
622
 
139
 
651
 
592
 
379
 
228
 
242
 
355]
)

Distinct:
 
1000

```

## وصلات خارجية
- كلوجر على موقع Open Hub (الإنجليزية)
- كلوجر على موقع Free Software Directory (الإنجليزية)
- الموقع الرسمي